# Plebejus posterocroceus
Plebejus posterocroceus är en fjärilsart som beskrevs av Tutt 1909. Plebejus posterocroceus ingår i släktet Plebejus och familjen juvelvingar. Inga underarter finns listade i Catalogue of Life.